# Lipnița
Lipnița é uma comuna romena localizada no distrito de Constanța, na região de Dobruja. A comuna possui uma área de 180.06 km² e sua população era de 3365 habitantes segundo o censo de 2007.